# Aéroport d'Aggeneys
L’aéroport d’Aggeneys (code IATA : AGZ • code OACI : FAAG) est un aéroport desservant Aggeneys , une ville du nord du Cap, en Afrique du Sud,.

## Situation
L'aéroport se situe à une altitude de 807 m au-dessus du niveau moyen de la mer. Il possède une piste désignée 07/25 avec une surface en asphalte de 2 080 mètres sur 20 mètres.